# La Punyalada
La Punyalada, o també La Puñalada, fou un cafè restaurant de Barcelona situat al xamfrà del Passeig de Gràcia amb el carrer de Rosselló. Inaugurat l'any 1927, rebé inicialment el nom d'Olímpic Bar, però la clientela habitual de seguida el rebatejà com «La Punyalada» per imitació del nom de l'establiment que el propietari havia regentat prèviament a Gràcia. La Punyalada fou la seu d'una de les tertúlies més populars de la ciutat a l'època d'entreguerres, de la qual eren habituals Santiago Rusiñol, Francesc Pujols, Joaquim Mir, Pau Casals, Rafael Moragas i Jaume Pahissa, entre molts d'altres. Aquella penya de tertulians es dissolgué amb la Guerra Civil Espanyola, no obstant això, passat el conflicte La Punyalada tornà a ser un punt de reunió d'artistes i intel·lectuals. Fou especialment destacada la penya que es formà l'any 1964 al voltant d'Emili Bosch, Martí Llauradó i el col·leccionista Gustau Camps, a la qual participaren figures destacades de l'època com Josep Viladomat, Enric Jardí, Rafael Santos Torroella o Andreu-Avel·lí Artís «Sempronio». La Punyalada tancà definitivament l'any 1998.